# Staffan Hildebrand
Carl Thomas Staffan Hildebrand, född 14 juli 1946 i Stockholm, är en svensk filmregissör. Han är mest känd för filmerna G – som i gemenskap (1983), Stockholmsnatt (1987) och Ingen kan älska som vi (1988).

## Biografi
Staffan Hildebrand föddes i Stockholm som andra barnet till brandkapten Bror Emil Hildebrand (1907–1980) och Laila Margareta Hildebrand, född Engwall (1917–1994). Han hade en äldre bror, Claes (1941–2022), som var professor i cellbiologi). Staffan Hildebrand studerade vid Östra real, där han var skolkamrat med bland andra Carl Bildt.
Staffan Hildebrand startade sin karriär som redaktör för Stockholms Socialdemokratiska Ungdomsdistrikts medlemsorgan Ung Mening under några år i början av 1970-talet.
De flesta av Hildebrands filmer har karaktären av beställningsfilmer från olika organisationer och myndigheter. Ofta handlar det om ungdomar och deras problem. En av dessa beställningsfilmer är Stockholmsnatt (1987), som gjordes på uppdrag av kampanjen Stoppa sabbet och visades i grundskolorna.
Filmen G – som i gemenskap (1983) är Staffan Hildebrands mest kända film. Flera kända skådespelare och musiker medverkar i filmen. Här finns artister och musikgrupper som Freestyle, Reeperbahn, Eva Dahlgren och Magnus Uggla, skådespelare som Niclas Wahlgren och Ewa Fröling samt författaren och debattören Lasse Strömstedt. Dagstidningarnas kritiker gav genomgående filmen dåligt betyg, eftersom de ansåg den innehålla klichéartade rollfigurer, dåligt skådespeleri och en ”otidsenlig moralism”.[källa behövs] Trots det rönte filmen stor framgång bland den unga publiken.
Hildebrands film On the Loose (1985) anses av vissa även den innehålla ”otidsenlig moralism”[källa behövs] beställd av LO. Filmen sätter värden som lojalitet och uthållighet högt. Filmen innehåller också livescener med den då populäre Joey Tempest, som också har några repliker. Även Jerry Williams har en roll.

### G – som i gärningsman
I boken G – som i gärningsman, skriven 2021 av Sören ”Sulo” Karlsson och Deanne Rauscher, anklagas Hildebrand för att ha förgripit sig sexuellt på två minderåriga pojkar under flera år under 1970-talet och början på 80-talet. Hildebrand medverkar i boken och bekräftade handlingarna och medgav att det han gjort var fel.

## Filmografi

### Regi
- 1975 – Bi en flyktingpojke i Laos
- 1977 – Ti i Bangkok
- 1979 – Fjortonårslandet
- 1981 – Veckan då Roger dödades
- 1982 – Uppdrag Skomakarligan
- 1983 – G – som i gemenskap
- 1983 – Att vilja våga
- 1984 – Rosen
- 1985 – On the Loose
- 1987 – Stockholmsnatt
- 1988 – Ingen kan älska som vi
- 1989 – Cross Over
- 1991 – Small Town Blues (samproduktion med P4 Kristianstad)
- 1992 – Stockholmsnatt II
- 1992 – Close Up
- 1995 – Juvenis: The Global Generation
- 2008 – Women at the frontline
- 2011 – Hooked for life
- 2012 – Passing on the torch
- 2015 – Den längsta resan, är resan inåt – filmen om Steve

### Roll
- 1993 – Sökarna